# District Naoerski
Het district Naoerski (Russisch: Наурский район; [Naoerski rajon], Tsjetsjeens: НIовран кIошт, Hovran khoşt) is een district (rajon) in het noorden van de Russische autonome republiek Tsjetsjenië. Het gebied meet gemiddeld 60 kilometer van oost naar west en 40 van noord naar zuid. Het district heeft een oppervlakte van 2205 km², waarvan 2045 km² landbouwgrond en 3,9km² industriegebied. Het district had 51.143 inwoners bij de Russische volkstelling van 2002. Het bestuurlijk centrum is de stanitsa (dorp) Naoerskaja.
Het district werd geformeerd op 23 januari 1935 per decreet van de Opperste Sovjet. Het gebied wordt door Russen bewoond sinds het einde van de 18e eeuw. In de tijd daarna trokken er veel kozakken heen.